# Unione Sportiva Salernitana 1919 2013-2014
Questa voce raccoglie le informazioni riguardanti la Unione Sportiva Salernitana 1919 nelle competizioni ufficiali della stagione 2013-2014.

## Stagione

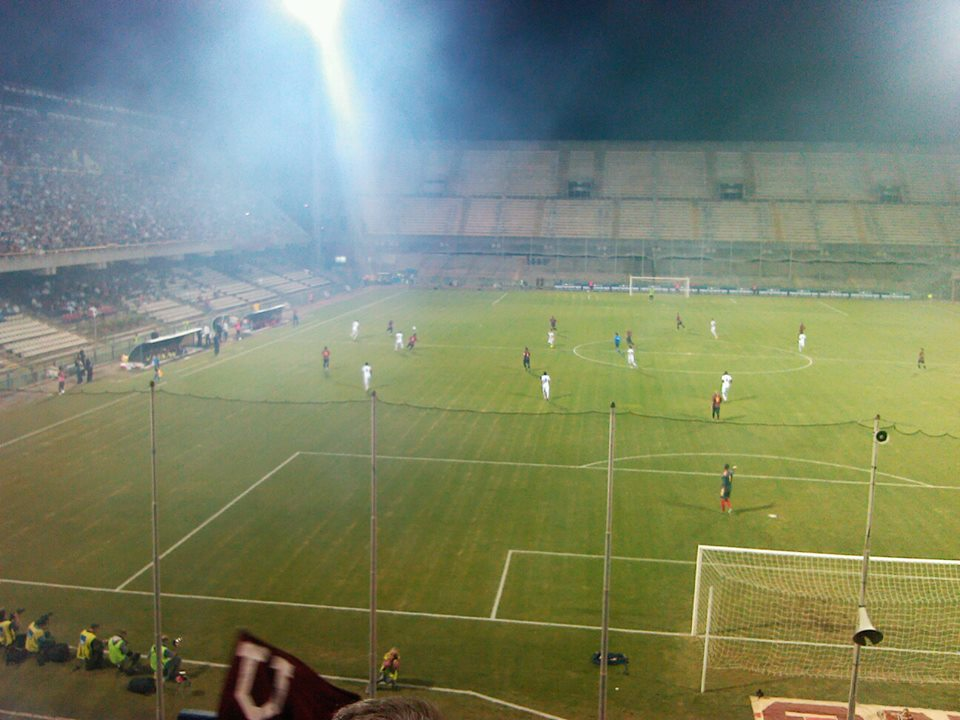
Salernitana-Lecce, prima giornata di campionato

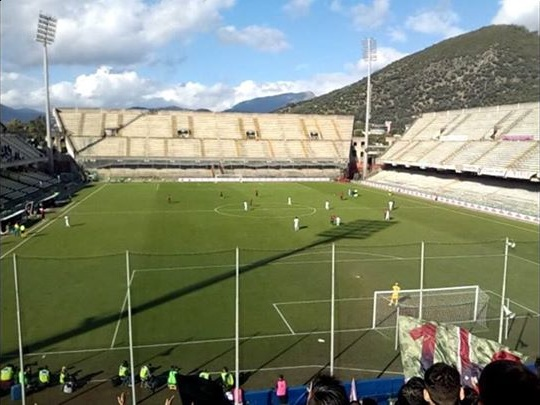
Salernitana-Nocerina, gara poi sospesa

In seguito alla vittoriosa stagione culminata con la promozione in Lega Pro Prima Divisione e la conquista della Supercoppa di categoria, la dirigenza rinnova la fiducia a gran parte dei giocatori già presenti in rosa e protagonisti della cavalcata vincente verso la Terza Serie. L'allenatore Carlo Perrone, autore di due promozioni consecutive (di cui l'ultima subentrando a campionato in corso), è inizialmente riconfermato, salvo presentare le dimissioni a causa divergenze con una parte della società.
Le dimissioni del tecnico, giunte in modo improvviso, lasciano un vuoto in panchina, che la dirigenza decide di colmare con Stefano Sanderra, allenatore autore di ottime stagioni al Latina.
La campagna acquisti porta all'ombra del Castello di Arechi nomi di spicco, quali Pasquale Foggia (proveniente dalla Lazio), Alessandro Volpe (dal Lanciano) e Gennaro Esposito (dal Verona).
Il precampionato lascia intravedere diverse strategie di pricing e comunicazione volte all'inclusione dei tifosi nella vita della società. Il ritiro pre-stagionale, svoltosi a Chianciano Terme dal 18 luglio al 5 agosto, vede assistere i tifosi alle amichevoli, su invito diretto della stessa società; similmente, l'ufficio Marketing riserva ai sostenitori della squadra un'iniziativa "partecipativa", volta a scegliere la divisa ufficiale della squadra.
Dopo il prologo di Coppa Italia, conclusosi con un secco 0-3 interno subito dal Teramo, la Salernitana fa subito registrare il record di presenze alla prima di campionato contro la corazzata Lecce (vittoria 2-1 in rimonta per la squadra di casa): con ben 13.977 spettatori, l'Arechi è lo stadio più pieno tra Terza Serie e Serie B, scavalcando anche i numeri di diversi stadi di massima serie. .
Il prosieguo del campionato dei granata, tuttavia, si rivela complesso: il 3 ottobre 2013 si dimette il team manager Riccardo Ronca, sostituito da Carmine Parrella, e qualche giorno più tardi è la volta di Stefano Sanderra e del suo secondo, Luca Sanderra. Questo imprevisto spiana la strada al secondo ritorno di Carlo Perrone.
In novembre, si registra un episodio destinato a far giurisprudenza, in occasione del derby con la Nocerina, valido per l'11ª giornata di campionato. La trasferta è vietata ai tifosi della Nocerina per motivi di ordine pubblico, ma alcuni ultras dei molossi affidano a degli striscioni le proprie intenzioni di volersi recare comunque in città per la partita. Il disappunto sgorga in condotta penalmente perseguibile quando un gruppo di tifosi irrompe nel ritiro della Nocerina, per invitare la squadra a non giocare l'incontro (per solidarietà nei loro confronti), minacciando rappresaglie. La Nocerina, dopo aver dichiarato di non voler giocare e dopo aver tentato di investire della questione il questore, è in campo per la gara ed effettua subito tre sostituzioni nei primi secondi; seguono una serie di infortuni per ben cinque calciatori che, uno dopo l'altro, abbandonano il terreno di gioco. L'arbitro della contesa è costretto, così, a dichiarare la gara sospesa per mancanza del numero minimo di giocatori necessari per ciascuna squadra. Alla gara seguiranno strascichi legali e la radiazione della squadra rossonera.
Il 18 dicembre 2013 la Salernitana pareggia per 0-0 a Frosinone nel terzo turno della Coppa Italia Lega Pro, e con questo risultato ottiene la qualificazione in semifinale, che mancava dalla stagione 1993-1994. Tuttavia, i risultati in campionato restano mediocri e, così, il 12 gennaio 2014, il direttore sportivo David Giubilato e il responsabile dell'area tecnica Carlo Susini ricevono il benservito dalla società. Lo stesso giorno torna a Salerno come direttore sportivo Angelo Mariano Fabiani. Due settimane più tardi, il 26 gennaio, è la volta di Carlo Perrone, esonerato per lo scarso rendimento e sostituito da un altro ex-allenatore dei granata, Angelo Adamo Gregucci, che porta con sé il secondo Giuseppe Ton, mentre collaboratore tecnico diventa Renato Scarpellino.
Il 25 febbraio 2014, la Salernitana batte il Grosseto e si qualifica per la finale di Coppa Italia Lega Pro, finale che mancava ai granata da ben 34 anni (stagione 1979-1980, quando i granata erano stati battuti in finale dal Padova).
Il 16 aprile la formazione di Gregucci conquista davanti al proprio pubblico la prima Coppa Italia di Lega Pro grazie al pareggio interno ottenuto contro il Monza, dopo la vittoria esterna per 1-0 conquistata al Brianteo nella gara di andata.
La Salernitana, pur non migliorando sensibilmente il rendimento, conclude la sua stagione regolare al nono posto, ma va fuori al primo turno dei play-off allargati, a seguito di un 2-0 subito in trasferta dal Frosinone.

## Divise e sponsor
La maglia 2013-2014 è granata con i numeri dorati e colletto e bordi neri, ed è accompagnata da pantaloncini e calzettoni neri, inoltre sul lato sinistro della maglia è raffigurato l'ippocampo con un granata più scuro. La seconda maglia è bianca con pantaloncini granata e, come per la divisa casalinga, sul lato sinistro della maglia è raffigurato un ippocampo grigio. La terza maglia è celeste con due righe granata e con pantaloncini bianchi e un croce celeste. La divisa casalinga del portiere è verde con bordi neri, invece quella da trasferta è giallo oro con bordi neri.
Sulle tenute di gioco appaiono i marchi di Givova (sponsor tecnico), Caffè Motta (co-sponsor) e di Montedoro (main sponsor).
Il 16 aprile 2014, in occasione della finale di ritorno di Coppa Italia Lega Pro (poi vinta ai danni del Monza), la squadra è scesa in campo con una divisa in onore di Agostino Di Bartolomei. La divisa era granata con sottili strisce bianche, con l'autografo di Di Bartolomei sul retro, in prossimità del colletto.
| 1ª divisa | 2ª divisa | 3ª divisa | Divisa speciale finale Coppa Italia Lega Pro | 1ª Portiere | 2ª Portiere |

## Organigramma societario
Dal sito ufficiale della società
Area direttiva
- Direttore Organizzativo e Impianti: Giovanni Russo
- Responsabile Amministrazione: Maria Vernieri

Area organizzativa
- Segretario generale: Rodolfo De Rose
- Team manager: Riccardo Ronca,[14] dal 3 ottobre 2013 Carmine Perrella,[15] dal 6 febbraio 2014 Pierluigi Petritola[35]
- Responsabile Sicurezza Stadio: Gianluigi Casaburi
- Responsabile Area Tecnica: Carlo Susini (congedato il 12 gennaio 2014)[21]
- Addetto agli arbitri: dal 6 febbraio 2014 Carmine Perrella[35]

Area comunicazione
- Area Comunicazione e Stampa: Universal Production
- Addetto stampa: Gianluca Lambiase
- Responsabile marketing: Fabrizio Riccardi

Area tecnica
- Direttore sportivo: David Giubilato,[36] dal 12 gennaio 2014 Angelo Mariano Fabiani[22]
- Allenatore: Stefano Sanderra, dal 22 ottobre 2013 Carlo Perrone,[16] dal 26 gennaio 2014 Angelo Gregucci[23]
- Allenatore in seconda: Luca Sanderra, dal 22 ottobre 2013 Tommaso Grilli,[16] dal 29 gennaio 2014, Giuseppe Ton[24]
- Collaboratore Tecnico: Renato Scarpellino[25]
- Preparatore atletico: Gianluca Angelicchio
- Preparatore portieri: Luigi Genovese
- Magazziniere: Gerardo Salvucci
- Magazziniere: Agostino Palladino

Area sanitaria
- Responsabile Area Medica: Italo Leo
- Fisioterapista: Vincenzo Iachetti[37]
- Fisioterapista: Giuseppe Magliano
- Fisioterapista: Michele Santangelo

## Rosa
Rosa aggiornata al 5 maggio 2014
| N. |                   | Ruolo | Calciatore            |
| -- | ----------------- | ----- | --------------------- |
|    | Italia (bandiera) | P     | Alessandro Berardi    |
|    | Italia (bandiera) | P     | Pier Graziano Gori    |
|    | Italia (bandiera) | P     | Antony Iannarilli     |
|    | Italia (bandiera) | P     | Raffaele Sabbato      |
|    | Italia (bandiera) | D     | Alberto Bianchi       |
|    | Italia (bandiera) | D     | Christian Chirieletti |
|    | Italia (bandiera) | D     | Alessio Luciani       |
|    | Italia (bandiera) | D     | Morris Molinari       |
|    | Italia (bandiera) | D     | Lorenzo Pasqualini    |
|    | Italia (bandiera) | D     | Simone Piva           |
|    | Italia (bandiera) | D     | Federico Rizzi        |
|    | Italia (bandiera) | D     | Andrea Sbraga         |
|    | Italia (bandiera) | D     | Manuel Scalise        |
|    | Italia (bandiera) | D     | Emanuele Sembroni     |
|    | Italia (bandiera) | D     | Angelo Siniscalchi    |
|    | Italia (bandiera) | D     | Alessandro Tuia       |
|    | Perù (bandiera)   | C     | Álvaro Ampuero        |
|    | Italia (bandiera) | C     | Giuseppe Capua        |
|    | Italia (bandiera) | C     | Gennaro Esposito      |

| N. |                    | Ruolo | Calciatore                      |
| -- | ------------------ | ----- | ------------------------------- |
|    | Italia (bandiera)  | C     | Manuel Mancini                  |
|    | Italia (bandiera)  | C     | Francesco Montervino (capitano) |
|    | Italia (bandiera)  | C     | Andrea Nalini                   |
|    | Italia (bandiera)  | C     | Giovanni Nappo                  |
|    | Italia (bandiera)  | C     | Riccardo Perpetuini             |
|    | Italia (bandiera)  | C     | Manolo Pestrin                  |
|    | Italia (bandiera)  | C     | Alessandro Volpe                |
|    | Italia (bandiera)  | C     | Enrico Zampa                    |
|    | Francia (bandiera) | A     | Mohamed Fofana                  |
|    | Italia (bandiera)  | A     | Pasquale Foggia                 |
|    | Italia (bandiera)  | A     | Ciro Ginestra                   |
|    | Italia (bandiera)  | A     | Luigi Grassi                    |
|    | Italia (bandiera)  | A     | Matteo Guazzo                   |
|    | Brasile (bandiera) | A     | Gustavo Vagenin                 |
|    | Italia (bandiera)  | A     | Ettore Mendicino                |
|    | Francia (bandiera) | A     | David Mounard                   |
|    | Italia (bandiera)  | A     | Manuel Ricci                    |
|    | Grecia (bandiera)  | A     | Athanasios Topouzis             |

## Calciomercato
Fonte: transfermarkt

### Sessione estiva(dal 01/07 al 02/09)
| Acquisti | Acquisti            | Acquisti        | Acquisti                    |
| R.       | Nome                | da              | Modalità                    |
| -------- | ------------------- | --------------- | --------------------------- |
| P        | Alessandro Berardi  | Lazio           | prestito fino al 30-06-2014 |
| D        | Alessio Luciani     | Lazio           | prestito fino al 30-06-2014 |
| D        | Andrea Sbraga       | Lazio           | prestito fino al 30-06-2014 |
| D        | Angelo Siniscalchi  | Benevento       | svincolato                  |
| D        | Luigi Silvestri     | Campobasso      | fine prestito               |
| D        | Donato Capozzoli    | Agropoli        | fine prestito               |
| C        | Giuseppe Capua      | Lazio           | prestito                    |
| C        | Andrea Nalini       | Virtus Verona   | definitivo                  |
| C        | Pasquale Foggia     | Dubai Club      | svincolato                  |
| C        | Alessandro Volpe    | Virtus Lanciano | definitivo                  |
| C        | Gennaro Esposito    | Verona          | prestito fino al 30-06-2014 |
| C        | Riccardo Perpetuini | Lazio           | prestito fino al 30-06-2014 |
| A        | Ettore Mendicino    | Lazio           | prestito fino al 30-06-2014 |
| A        | Luigi Grassi        | Pontedera       | definitivo                  |

| Cessioni | Cessioni                | Cessioni  | Cessioni                                           |
| R.       | Nome                    | a         | Modalità                                           |
| -------- | ----------------------- | --------- | -------------------------------------------------- |
| P        | Ivan Dazzi              |           | svincolato                                         |
| P        | Roberto Garino          | Bra       | svincolato                                         |
| P        | Gioacchino Cavaliere    |           | svincolato                                         |
| D        | Luigi Silvestri         | Messina   | definitivo                                         |
| D        | Alessio Luciani         | Lazio     | risoluzione compartecipazione                      |
| D        | Giuseppe Rinaldi        |           | svincolato                                         |
| D        | Alessio Cristiano Rossi | Varese    | risoluzione compartecipazione                      |
| D        | Seyi Adeleke            | Lazio     | fine prestito                                      |
| D        | Donato Capozzoli        | Agropoli  | ???                                                |
| D        | David Giubilato         |           | promosso come Direttore Sportivo della Salernitana |
| C        | Riccardo Perpetuini     | Lazio     | risoluzione compartecipazione                      |
| C        | Giuseppe Capua          | Lazio     | risoluzione compartecipazione                      |
| C        | Marco Lanni             |           | svincolato                                         |
| C        | Manuel Mancini          | Verona    | fine prestito                                      |
| C        | Manuel Ricci            | Lazio     | fine prestito                                      |
| A        | Salam Dené              | Lazio     | risoluzione compartecipazione                      |
| A        | Diego Vettraino         | Trapani   | definitivo                                         |
| A        | Luigi Grassi            | Pontedera | prestito fino al 30-06-2014                        |

### Sessione invernale(dal 03/01 al 31/01)
| Acquisti | Acquisti           | Acquisti        | Acquisti                    |
| R.       | Nome               | da              | Modalità                    |
| -------- | ------------------ | --------------- | --------------------------- |
| P        | Pier Graziano Gori | Benevento       | definitivo                  |
| D        | Lorenzo Pasqualini | Parma           | definitivo                  |
| D        | Alberto Bianchi    | Ascoli          | definitivo                  |
| D        | Manuel Scalise     | Ascoli          | definitivo                  |
| D        | Emanuele Sembroni  | Pergolettese    | definitivo                  |
| C        | Álvaro Ampuero     | Parma           | prestito fino al 30-06-2014 |
| C        | Manolo Pestrin     | Ascoli          | definitivo                  |
| A        | Mohamed Fofana     | Virtus Lanciano | prestito fino al 30-06-2014 |

| Cessioni | Cessioni            | Cessioni       | Cessioni                    |
| R.       | Nome                | a              | Modalità                    |
| -------- | ------------------- | -------------- | --------------------------- |
| D        | Federico Rizzi      | Pergolettese   | rescissione consensuale     |
| D        | Angelo Siniscalchi  | Cuneo          | definitivo                  |
| D        | Andrea Sbraga       | Carrarese      | prestito fino al 30-06-2014 |
| C        | Andrea Nalini       | Virtus Verona  | prestito fino al 30-06-2014 |
| C        | Enrico Zampa        | Feralpisalò    | prestito fino al 30-06-2014 |
| A        | Matteo Guazzo       | Virtus Entella | rescissione consensuale     |
| A        | Athanasios Topouzis | Ascoli         | prestito fino al 30-06-2014 |

### Operazioni esterne alle sessioni
| Acquisti | Acquisti       | Acquisti | Acquisti   |
| R.       | Nome           | da       | Modalità   |
| -------- | -------------- | -------- | ---------- |
| D        | Federico Rizzi | Trapani  | svincolato |
| C        | Manuel Mancini |          | definitivo |
| A        | Manuel Ricci   |          | svincolato |

| Cessioni | Cessioni | Cessioni | Cessioni |
| R.       | Nome     | a        | Modalità |
| -------- | -------- | -------- | -------- |

## Risultati

### Lega Pro Prima Divisione

#### Girone di andata
| Arbitro: | Lanza (Nichelino) |

|                              |           |             |
| Ginestra 42’ Siniscalchi 61’ | Marcatori | 26’ Miccoli |

| 8 settembre 2013 2ª giornata |  | – Turno di riposo Salernitana |  |  |

| Arbitro: | Mangialardi (Pistoia) |

|            |           |                     |
| Moroni 31’ | Marcatori | 11’ (rig.) Ginestra |

| Arbitro: | Piccinini (Forlì) |

|            |           |                                 |
| Guazzo 78’ | Marcatori | 36’ Arrighini 82’ (rig.) Grassi |

| Arbitro: | Baroni (Firenze) |

|  |           |                                |
|  | Marcatori | 24’ (rig.) Ginestra 44’ Guazzo |

| Arbitro: | Abisso (Palermo) |

|  |           |                        |
|  | Marcatori | 70’ (aut.) Siniscalchi |

| Arbitro: | Dei Giudici (Latina) |

|             |           |            |
| Tripoli 68’ | Marcatori | 15’ Guazzo |

| Arbitro: | Di Martino (Teramo) |

|            |           |               |
| Guazzo 28’ | Marcatori | 90+3’ De Vena |

| Arbitro: | Pezzuto (Lecce) |

|             |           |                   |
| Mancosu 59’ | Marcatori | 45+1’, 66’ Guazzo |

| Arbitro: | Verdenelli (Foligno) |

|  |           |           |
|  | Marcatori | 76’ Ricci |

| Salerno 10 novembre 2013, ore 14:30 CET 11ª giornata | Salernitana       | 3 – 0 a tavolino referto | Nocerina | Stadio Arechi (8.392 spett.)\| Arbitro: \| Sacchi (Macerata) \| |
| Arbitro:                                             | Sacchi (Macerata) |                          |          |                                                                 |

| Arbitro: | Ros (Pordenone) |

|                                   |           |                                 |
| Fioretti 37’ Germinale 78’ (rig.) | Marcatori | 61’ (rig.) Guazzo 85’ Mendicino |

| Arbitro: | Cifelli (Campobasso) |

|               |           |  |
| Mendicino 88’ | Marcatori |  |

| Pisa 1º dicembre 2013, ore 14:30 CET 14ª giornata | Pisa                  | 0 – 0 referto | Salernitana | Stadio Arena Garibaldi - Romeo Anconetani (4.846 spett.)\| Arbitro: \| Rocca (Vibo Valentia) \| |
| Arbitro:                                          | Rocca (Vibo Valentia) |               |             |                                                                                                 |

| Arbitro: | Marini (Roma 1) |

|  |           |                        |
|  | Marcatori | 13’ Lanini 28’ Corvesi |

| Arbitro: | Abisso (Palermo) |

|              |           |  |
| Sprocati 81’ | Marcatori |  |

| Arbitro: | Lanza (Nichelino) |

|             |           |             |
| Mancini 89’ | Marcatori | 42’ Beretta |

#### Girone di ritorno
| Arbitro: | Ros (Pordenone) |

|                              |           |                |
| Vinetot 76’ Bogliacino 90+4’ | Marcatori | 58’ Perpetuini |

| 12 gennaio 2014 19ª giornata |  | – Turno di riposo Salernitana |  |  |

| Arbitro: | Aversano (Treviso) |

|                         |           |               |
| Mounard 79’ Gustavo 80’ | Marcatori | 52’ Falzerano |

| Arbitro: | Pezzuto (Lecce) |

|                                      |           |  |
| Siniscalchi 18’ (aut.) Arrighini 23’ | Marcatori |  |

| Arbitro: | Baroni (Firenze) |

|                                       |           |  |
| Gustavo 36’ Mancini 51’ Mendicino 59’ | Marcatori |  |

| Arbitro: | Fiore (Barletta) |

|             |           |             |
| Pomante 52’ | Marcatori | 87’ Bianchi |

| Arbitro: | Caso (Verona) |

|                           |           |                    |
| Mendicino 49’ Gustavo 73’ | Marcatori | 78’ (aut.) Pestrin |

| Arbitro: | Serra (Torino) |

|  |           |                                                             |
|  | Marcatori | 2’ Mounard 38’, 81’ Mendicino 45’ (rig.) Foggia 70’ Gustavo |

| Arbitro: | Illuzzi (Molfetta) |

|                                      |           |           |
| Mendicino 90+1’ (rig.) Gustavo 90+4’ | Marcatori | 15’ Negro |

| Arbitro: | Piscopo (Imperia) |

|                               |           |           |
| Ferretti 9’ (rig.) Giovio 55’ | Marcatori | 79’ Volpe |

| Nocera Inferiore 16 marzo 2014 28ª giornata | Nocerina | 0 – 3 a tavolino | Salernitana | Stadio San Francesco d'Assisi |

| Salerno 23 marzo 2014, ore 14:30 CET 29ª giornata | Salernitana          | 0 – 0 referto | Catanzaro | Stadio Arechi (8.166 spett.)\| Arbitro: \| Cifelli (Campobasso) \| |
| Arbitro:                                          | Cifelli (Campobasso) |               |           |                                                                    |

| Arbitro: | Sacchi (Macerata) |

|                               |           |                       |
| D. Ciofani 72’ A. Viola 90+5’ | Marcatori | 18’ Volpe 90’ Gustavo |

| Arbitro: | Rapuano (Rimini) |

|          |           |  |
| Volpe 8’ | Marcatori |  |

| Arbitro: | Illuzzi (Molfetta) |

|                                  |           |                        |
| Corvesi 5’ Lanini 42’ Romanò 52’ | Marcatori | 69’ Ginestra 74’ Volpe |

| Arbitro: | Ros (Pordenone) |

|                              |           |                              |
| Mendicino 24’ Perpetuini 34’ | Marcatori | 9’ Mazzeo 56’ (rig.) Moscati |

| Arbitro: | Caso (Verona) |

|          |           |  |
| Deli 59’ | Marcatori |  |

#### Play off

##### Quarti di finale
| Arbitro: | Ros (Pordenone) |

|                             |           |  |
| Paganini 80’ M. Carlini 83’ | Marcatori |  |

### Coppa Italia (Tim Cup)

#### Prima fase
| Arbitro: | Abisso (Palermo) |

|  |           |                                |
|  | Marcatori | 49’, 75’ Petrella 66’ Bernardo |

### Coppa Italia Lega Pro

#### Primo Turno
| Arbitro: | Pagliardini (Arezzo) |

|                           |                      |                            |
| Guazzo 67’                | Marcatori            | 84’ Costa Ferreira         |
| Guazzo Gustavo Montervino | Tiri di rigore 3 – 0 | Quintoni Lasagna Simonetti |

#### Secondo Turno
| Arbitro: | Mancini (Fermo) |

|                        |           |            |
| Mounard 73’ Ricci 106’ | Marcatori | 57’ Casini |

#### Terzo Turno Girone D
| Arbitro: | Casaluci (Lecce) |

|                  |           |                  |
| Ginestra 8’, 44’ | Marcatori | 20’ De Francesco |

| Frosinone 18 dicembre 2013, ore 14:30 CET 3ª giornata | Frosinone                     | 0 – 0 referto | Salernitana | Stadio comunale Matusa (300 spett.)\| Arbitro: \| Baldicchi (Città di Castello) \| |
| Arbitro:                                              | Baldicchi (Città di Castello) |               |             |                                                                                    |

#### Semifinali
| Arbitro: | Di Martino (Teramo) |

|                                                     |           |                      |
| Volpe 25’ Mounard 31’ (rig.) Mendicino 90+2’ (rig.) | Marcatori | 10’ Ricci 36’ Pagano |

| Arbitro: | Lanza (Nichelino) |

|                      |           |                                   |
| Bombagi 90+1’ (rig.) | Marcatori | 25’ (rig.) Montervino 47’ Gustavo |

#### Finale
| Arbitro: | Dei Giudici (Latina) |

|  |           |             |
|  | Marcatori | 90+2’ Ricci |

| Arbitro: | Abisso (Palermo) |

|           |           |              |
| Volpe 87’ | Marcatori | 57’ De Cenco |

## Statistiche
Statistiche aggiornate all'11 maggio 2014

### Statistiche di squadra
| Competizione             | Punti | In casa | In casa | In casa | In casa | In casa | In casa | In trasferta | In trasferta | In trasferta | In trasferta | In trasferta | In trasferta | Totale | Totale | Totale | Totale | Totale | Totale | DR  |
| Competizione             | Punti | G       | V       | N       | P       | Gf      | Gs      | G            | V            | N            | P            | Gf           | Gs           | G      | V      | N      | P      | Gf     | Gs     | DR  |
| ------------------------ | ----- | ------- | ------- | ------- | ------- | ------- | ------- | ------------ | ------------ | ------------ | ------------ | ------------ | ------------ | ------ | ------ | ------ | ------ | ------ | ------ | --- |
| Lega Pro Prima Divisione | 46    | 16      | 8       | 4       | 4       | 21      | 13      | 16           | 4            | 6            | 6            | 23           | 19           | 32     | 12     | 10     | 10     | 44     | 33     | +11 |
| Play-off                 | -     | -       | -       | -       | -       | -       | -       | 1            | 0            | 0            | 1            | 0            | 2            | 1      | 0      | 0      | 1      | 0      | 2      | -2  |
| Coppa Italia             | -     | 1       | 0       | 0       | 1       | 0       | 3       | 0            | 0            | 0            | 0            | 0            | 0            | 1      | 0      | 0      | 1      | 0      | 3      | -3  |
| Coppa Italia Lega Pro    | -     | 5       | 4       | 1       | 0       | 9       | 6       | 3            | 2            | 1            | 0            | 3            | 1            | 8      | 6      | 2      | 0      | 12     | 7      | +5  |
| Totale                   | -     | 22      | 12      | 5       | 5       | 30      | 23      | 20           | 5            | 8            | 7            | 26           | 22           | 42     | 18     | 12     | 12     | 56     | 45     | +11 |

### Andamento in campionato
| Giornata  | 1 | 2 | 3 | 4 | 5 | 6 | 7 | 8 | 9 | 10 | 11 | 12 | 13 | 14 | 15 | 16 | 17 | 18 | 19 | 20 | 21 | 22 | 23 | 24 | 25 | 26 | 27 | 28 | 29 | 30 | 31 | 32 | 33 | 34 |
| --------- | - | - | - | - | - | - | - | - | - | -- | -- | -- | -- | -- | -- | -- | -- | -- | -- | -- | -- | -- | -- | -- | -- | -- | -- | -- | -- | -- | -- | -- | -- | -- |
| Luogo     | C | - | T | C | T | C | T | C | T | C  | C  | T  | C  | T  | C  | T  | C  | T  | -  | C  | T  | C  | T  | C  | T  | C  | T  | T  | C  | T  | C  | T  | C  | T  |
| Risultato | V | - | N | P | V | P | N | N | V | P  | V  | N  | V  | N  | P  | P  | N  | P  | -  | V  | P  | V  | N  | V  | V  | V  | P  | V  | N  | N  | V  | P  | N  | P  |
| Posizione | 4 | 7 | 7 | 9 | 8 | 9 | 8 | 8 | 7 | 10 | 8  | 8  | 8  | 8  | 9  | 10 | 11 | 11 | 11 | 11 | 11 | 9  | 11 | 9  | 8  | 8  | 8  | 7  | 7  | 9  | 8  | 9  | 9  | 9  |

Fonte:  DIVISIONE 1 GIRONE B STATISTICA, su lega-pro.com.
Legenda:

Luogo: N = Campo neutro; C = Casa; T = Trasferta. Risultato: R = Rinviata; V = Vittoria; N = Pareggio; P = Sconfitta.
- = Turno di riposo.

### Statistiche dei giocatori
Sono in corsivo i calciatori che hanno lasciato la società a stagione in corso.
| Giocatore      | Lega Pro Prima Divisione | Lega Pro Prima Divisione | Lega Pro Prima Divisione | Lega Pro Prima Divisione | Coppa Italia | Coppa Italia | Coppa Italia | Coppa Italia | Coppa Italia Lega Pro | Coppa Italia Lega Pro | Coppa Italia Lega Pro | Coppa Italia Lega Pro | Totale   | Totale | Totale      | Totale     |
| Giocatore      | Presenze                 | Reti                     | Ammonizioni              | Espulsioni               | Presenze     | Reti         | Ammonizioni  | Espulsioni   | Presenze              | Reti                  | Ammonizioni           | Espulsioni            | Presenze | Reti   | Ammonizioni | Espulsioni |
| -------------- | ------------------------ | ------------------------ | ------------------------ | ------------------------ | ------------ | ------------ | ------------ | ------------ | --------------------- | --------------------- | --------------------- | --------------------- | -------- | ------ | ----------- | ---------- |
| Á. Ampuero     | 6                        | 0                        | 1                        | 0                        | -            | -            | -            | -            | 3                     | 0                     | 1                     | 0                     | 9        | 0      | 2           | 0          |
| A. Berardi     | 6                        | -8                       | 0                        | 0                        | 0            | 0            | 0            | 0            | 6                     | -6                    | 0                     | 0                     | 12       | -14    | 0           | 0          |
| A. Bianchi     | 9                        | 1                        | 4                        | 0                        | -            | -            | -            | -            | 2                     | 0                     | 1                     | 0                     | 11       | 1      | 5           | 0          |
| G. Capua       | 12                       | 0                        | 4                        | 1                        | 1            | 0            | 0            | 0            | 5                     | 0                     | 1                     | 0                     | 18       | 0      | 5           | 1          |
| C. Chirieletti | 1                        | 0                        | 0                        | 0                        | -            | -            | -            | -            | 3                     | 0                     | 1                     | 0                     | 4        | 0      | 1           | 0          |
| G. Esposito    | 7                        | 0                        | 1                        | 0                        | -            | -            | -            | -            | 0                     | 0                     | 0                     | 0                     | 7        | 0      | 1           | 0          |
| M. Fofana      | 11+1                     | 0                        | 1                        | 0                        | -            | -            | -            | -            | 4                     | 0                     | 0                     | 0                     | 16       | 0      | 1           | 0          |
| P. Foggia      | 22                       | 1                        | 4                        | 1                        | -            | -            | -            | -            | 5                     | 0                     | 0                     | 0                     | 27       | 1      | 4           | 1          |
| C. Ginestra    | 22+1                     | 4                        | 0                        | 0                        | 1            | 0            | 0            | 0            | 3                     | 2                     | 1                     | 0                     | 27       | 6      | 1           | 0          |
| P. G. Gori     | 11+1                     | -12+-2                   | 1                        | 0                        | -            | -            | -            | -            | 2                     | -1                    | 0                     | 0                     | 14       | -15    | 1           | 0          |
| L. Grassi      | -                        | -                        | -                        | -                        | 1            | 0            | 0            | 0            | -                     | -                     | -                     | -                     | 1        | 0      | 0           | 0          |
| M. Guazzo      | 15                       | 7                        | 3                        | 0                        | 1            | 0            | 1            | 0            | 2                     | 1                     | 1                     | 0                     | 18       | 8      | 5           | 0          |
| G. Vagenin     | 24+1                     | 6                        | 5                        | 0                        | 1            | 0            | 1            | 0            | 6                     | 1                     | 1                     | 0                     | 32       | 7      | 7           | 0          |
| A. Iannarilli  | 14                       | -13                      | 0                        | 0                        | 1            | -3           | 0            | 0            | 0                     | 0                     | 0                     | 0                     | 15       | -16    | 0           | 0          |
| A. Luciani     | 20                       | 0                        | 5                        | 0                        | 1            | 0            | 0            | 0            | 6                     | 0                     | 1                     | 0                     | 27       | 0      | 6           | 0          |
| M. Mancini     | 12+1                     | 2                        | 0                        | 0                        | -            | -            | -            | -            | 3                     | 0                     | 0                     | 0                     | 16       | 2      | 0           | 0          |
| E. Mendicino   | 21+1                     | 8                        | 1                        | 0                        | -            | -            | -            | -            | 4                     | 1                     | 0                     | 0                     | 26       | 9      | 1           | 0          |
| M. Molinari    | 8                        | 0                        | 2                        | 1                        | 1            | 0            | 0            | 0            | 1                     | 0                     | 0                     | 0                     | 10       | 0      | 2           | 1          |
| F. Montervino  | 24+1                     | 0                        | 10+1                     | 1                        | 1            | 0            | 0            | 0            | 5                     | 1                     | 2                     | 0                     | 31       | 1      | 13          | 1          |
| D. Mounard     | 15                       | 2                        | 1                        | 0                        | 1            | 0            | 0            | 0            | 7                     | 2                     | 0                     | 0                     | 23       | 4      | 1           | 0          |
| A. Nalini      | -                        | -                        | -                        | -                        | 1            | 0            | 0            | 0            | -                     | -                     | -                     | -                     | 1        | 0      | 0           | 0          |
| G. Nappo       | 1                        | 0                        | 0                        | 0                        | -            | -            | -            | -            | -                     | -                     | -                     | -                     | 1        | 0      | 0           | 0          |
| L. Pasqualini  | 5                        | 0                        | 2                        | 0                        | -            | -            | -            | -            | 1                     | 0                     | 1                     | 0                     | 6        | 0      | 3           | 0          |
| R. Perpetuini  | 22+1                     | 2                        | 9                        | 1                        | -            | -            | -            | -            | 4                     | 0                     | 2                     | 0                     | 27       | 2      | 11          | 1          |
| M. Pestrin     | 9+1                      | 0                        | 4                        | 0                        | -            | -            | -            | -            | 1                     | 0                     | 0                     | 0                     | 11       | 0      | 4           | 0          |
| S. Piva        | 23+1                     | 0                        | 4                        | 1                        | 1            | 0            | 0            | 0            | 5                     | 0                     | 0                     | 0                     | 30       | 0      | 4           | 1          |
| M. Ricci       | 12                       | 0                        | 2                        | 0                        | -            | -            | -            | -            | 5                     | 2                     | 0                     | 0                     | 17       | 2      | 2           | 0          |
| F. Rizzi       | 8                        | 0                        | 1                        | 1                        | -            | -            | -            | -            | 3                     | 0                     | 0                     | 0                     | 11       | 0      | 1           | 1          |
| R. Sabbato     | 0                        | 0                        | 0                        | 0                        | -            | -            | -            | -            | 0                     | 0                     | 0                     | 0                     | 0        | 0      | 0           | 0          |
| A. Sbraga      | 8                        | 0                        | 0                        | 0                        | 0            | 0            | 0            | 0            | 4                     | 0                     | 0                     | 0                     | 12       | 0      | 0           | 0          |
| M. Scalise     | 10+1                     | 0                        | 1+1                      | 0                        | -            | -            | -            | -            | 2                     | 0                     | 0                     | 0                     | 13       | 0      | 2           | 0          |
| E. Sembroni    | 9+1                      | 0                        | 0+1                      | 0                        | -            | -            | -            | -            | 3                     | 0                     | 1                     | 0                     | 13       | 0      | 2           | 0          |
| A. Siniscalchi | 13                       | 1                        | 5                        | 1                        | 0            | 0            | 0            | 0            | 1                     | 0                     | 0                     | 0                     | 14       | 1      | 5           | 1          |
| A. Topouzis    | 2                        | 0                        | 0                        | 1                        | 1            | 0            | 0            | 0            | 2                     | 0                     | 0                     | 0                     | 5        | 0      | 0           | 1          |
| A. Tuia        | 24+1                     | 0                        | 9+1                      | 0                        | 1            | 0            | 0            | 0            | 4                     | 0                     | 1                     | 0                     | 30       | 0      | 11          | 0          |
| A. Volpe       | 19+1                     | 4                        | 3                        | 0                        | -            | -            | -            | -            | 5                     | 2                     | 0                     | 0                     | 25       | 6      | 3           | 0          |
| E. Zampa       | 0                        | 0                        | 0                        | 0                        | 0            | 0            | 0            | 0            | 4                     | 0                     | 0                     | 0                     | 4        | 0      | 0           | 0          |

## Giovanili

### Organigramma
Dal sito internet ufficiale della società
Berretti
- Allenatore: Mauro Chianese
- Coordinatore: Antonio Ruggiero
- Segretario: Giuseppe Pascarelli
- Dirigente: Nicola Gargano
- Addetto agli arbitri: Giuseppe Liguori
- Preparatore Atletico: Gianluca Angelicchio
- Preparatore Atletico: Beniamino Milione
- Preparatore Portieri: Ciro Vitale
- Collaboratore Tecnico: Salvatore Donadio
- Responsabile Area Medica: Pietro De Luca
- Fisioterapista: Giuseppe Sessa

Allievi Nazionali
- Allenatore: Giovanni Pisano
- Coordinatore: Antonio Ruggiero
- Segretario: Giuseppe Pascarelli
- Dirigente: Nicola Maiorino
- Addetto agli arbitri: Carmelo Malandrino
- Preparatore dei portieri: Gianluca Ronca
- Preparatore atletico: Domenico Giannella
- Medico Sociale: Mario De Laurentis
- Fisioterapista: Lorenzo Barbuto

Giovanissimi Nazionali
- Allenatore: Vincenzo Di Pasquale
- Coordinatore: Antonio Ruggiero
- Segretario: Giuseppe Pascarelli
- Dirigente: Mario Forte
- Preparatore dei portieri: Guglielmo Esposito
- Preparatore atletico: Francesco Di Concilio
- Collaboratore tecnico: Pierfrancesco Leone
- Medico Sociale: Francesco Barba
- Fisioterapista: Piergiuseppe Isoldi

Giovanissimi Regionali
- Allenatore: Ciro De Cesare
- Coordinatore: Antonio Ruggiero
- Segretario: Giuseppe Pascarelli
- Dirigente: Orlando Attanasio
- Preparatore portieri: Antonio Russo
- Preparatore atletico: Luigi Gambardella
- Collaboratore tecnico: Pierfrancesco Leone

Esordienti
- Allenatore: Vincenzo Rispoli
- Coordinatore: Antonio Ruggiero
- Segretario: Giuseppe Pascarelli
- Preparatore portieri: Aniello Vitale
- Collaboratore tecnico: Pasquale Cerrato
- Medico Sociale: Francesco Barba
- Massaggiatore: Piergiuseppe Isoldi
- Psicologo: Gianluca Raffone
- Nutrizionista: Teresa D'auria

Pulcini
- Allenatore: Pasquale Cuffaro
- Coordinatore: Antonio Ruggiero
- Segretario: Giuseppe Pascarelli
- Dirigente: Tommaso Cerrato
- Preparatore portieri: Antonio Russo
- Collaboratore tecnico: Pasquale Cerrato
- Medico Sociale: Francesco Barba
- Massaggiatore: Piergiuseppe Isoldi
- Psicologo: Gianluca Raffone
- Nutrizionista: Teresa D'auria

### Piazzamenti
- Berretti: 3º nel girone E[88]
- Allievi nazionali: 3º nel girone G[89]
- Giovanissimi nazionali: 5º nel girone H[90]
- Giovanissimi regionali: 4º nel girone I[91]